# Luciano Zecchini
Luciano Zecchini (Forlimpopoli, 10 marzo 1949) è un allenatore di calcio ed ex calciatore italiano, di ruolo stopper o libero.

## Carriera

### Giocatore

Zecchini (a sinistra) assieme ai compagni di squadra Saltutti (al centro) e Orlandi (a destra), nella Sampdoria degli anni 1970.

Cresciuto nel Forlì, giocò nel Prato dal 1967 al 1969 prima di approdare al Brescia nelle cui file esordì in Serie A nel campionato 1969-1970; nella società lombarda fu riserva di Giancarlo Bercellino. L'anno successivo (1970-1971) si trasferì al Torino, inizialmente come riserva di Giorgio Puia per poi disputare in granata altri tre campionati da titolare. Nel periodo di militanza sotto la Mole fece anche il suo esordio nella nazionale A e nell'Under-23.
Nel 1974-1975 passò al Milan, per una parentesi di un anno. La stagione successiva, in occasione del mercato di riparazione di ottobre, venne ceduto alla Sampdoria. Dopo due anni nelle file blucerchiate, avviene il passaggio al Perugia, dove giocò il torneo 1978-1979 conclusosi per la squadra umbra con uno storico secondo posto e il record d'imbattibilità.
Nella stagione 1979-1980 fu tra i giocatori coinvolti nello scandalo del Totonero: dopo l'arresto e il successivo rilascio, fu squalificato per tre anni.
Riprese l'attività agonistica a seguito del condono di due anni deliberato dalla Federcalcio dopo la vittoria italiana al campionato del mondo 1982, militando nella Massese in Serie D, con cui conquista la promozione in Serie C2, categoria in cui disputa la stagione 1983-1984 prima di chiudere la carriera agonistica.
In carriera ha totalizzato complessivamente 229 presenze e 2 reti in Serie A.

### Allenatore
Per la stagione 1988-1989, è alla guida della Pro Patria, appena retrocessa in Interregionale, subentrando all'ottava giornata a Giuseppe Zanelli. Il gioco praticato dalla squadra è piacevole e divertente, con pressing e applicazione del fuorigioco, e con il passare delle giornate vengono lanciati di diversi giovani. Chiude al nono posto finale, a otto punti dalla promossa Solbiatese. A causa dei problemi societari non viene confermato alla guida dei Tigrotti.
Passa poi sulla panchina del Lecco, dell'Oltrepò e quindi per un biennio su quella della Solbiatese, sempre in C2, dove lancia diversi giovani. Dalla stagione 1995-1996 diventa allenatore del Tempio, rimanendo fino al termine del campionato 1997-1998, centrando sempre la salvezza con i sardi.
Per il campionato 1998-1999, torna a essere il tecnico della Pro Patria in C2. La rosa è ridimensionata rispetto a quella che nelle tre stagioni precedenti aveva centrato i play-off, e si va a giocare la salvezza ai play-out, centrandola superando il Borgosesia. Conclusa la sua seconda esperienza con i Bustocchi, torna al Tempio.
Nella stagione 2000-2001 è sulla panchina del Rimini in C2, ma viene esonerato a novembre, mentre in quella successiva passa su quella del Teramo che conduce alla promozione in Serie C1. Per il campionato 2005-2006 è alla guida della Sambenedettese, poi negli anni successivi allena Portogruaro e Isola Liri.
Dal 2021 allena le giovanili del Buguggiate.

## Statistiche

### Cronologia presenze e reti in nazionale
| Cronologia completa delle presenze e delle reti in nazionale ― Italia | Cronologia completa delle presenze e delle reti in nazionale ― Italia | Cronologia completa delle presenze e delle reti in nazionale ― Italia | Cronologia completa delle presenze e delle reti in nazionale ― Italia | Cronologia completa delle presenze e delle reti in nazionale ― Italia | Cronologia completa delle presenze e delle reti in nazionale ― Italia | Cronologia completa delle presenze e delle reti in nazionale ― Italia | Cronologia completa delle presenze e delle reti in nazionale ― Italia |
| Data                                                                  | Città                                                                 | In casa                                                               | Risultato                                                             | Ospiti                                                                | Competizione                                                          | Reti                                                                  | Note                                                                  |
| --------------------------------------------------------------------- | --------------------------------------------------------------------- | --------------------------------------------------------------------- | --------------------------------------------------------------------- | --------------------------------------------------------------------- | --------------------------------------------------------------------- | --------------------------------------------------------------------- | --------------------------------------------------------------------- |
| 28-9-1974                                                             | Zagabria                                                              | Jugoslavia                                                            | 1 – 0                                                                 | Italia                                                                | Amichevole                                                            | -                                                                     |                                                                       |
| 20-11-1974                                                            | Rotterdam                                                             | Paesi Bassi                                                           | 3 – 1                                                                 | Italia                                                                | Qual. Euro 1976                                                       | -                                                                     |                                                                       |
| 29-12-1974                                                            | Genova                                                                | Italia                                                                | 0 – 0                                                                 | Bulgaria                                                              | Amichevole                                                            | -                                                                     |                                                                       |
| Totale                                                                |                                                                       | Presenze                                                              | 3                                                                     |                                                                       | Reti                                                                  | 0                                                                     |                                                                       |

## Palmarès

### Giocatore

#### Competizioni nazionali
- Coppa Italia: 1

Torino: 1970-1971
- Campionato Interregionale: 1

Massese: 1982-1983 (girone E)

#### Competizioni internazionali
- Coppa Piano Karl Rappan: 1

Perugia: 1978

### Allenatore
- Campionato italiano Serie C2: 1

Teramo: 2001-2002 (girone B)